# Nicholas Tritton
Nicholas Tritton (Guelph, 20 de julio de 1984) es un deportista canadiense que compitió en judo. Ganó dos medallas en los Juegos Panamericanos en los años 2007 y 2011, y cinco medallas en el Campeonato Panamericano de Judo entre los años 2007 y 2011.

## Palmarés internacional
| Juegos Panamericanos    | Juegos Panamericanos       | Juegos Panamericanos | Juegos Panamericanos |
| Año                     | Lugar                      | Medalla              | Categoría            |
| ----------------------- | -------------------------- | -------------------- | -------------------- |
| 2007                    | Río de Janeiro (Brasil)    | Medalla de bronce    | –73 kg               |
| 2011                    | Guadalajara (México)       | Medalla de bronce    | –73 kg               |
| Campeonato Panamericano |                            |                      |                      |
| Año                     | Lugar                      | Medalla              | Categoría            |
| 2007                    | Montreal (Canadá)          | Medalla de bronce    | –73 kg               |
| 2008                    | Miami (Estados Unidos)     | Medalla de bronce    | –73 kg               |
| 2009                    | Buenos Aires (Argentina)   | Medalla de plata     | –73 kg               |
| 2010                    | San Salvador (El Salvador) | Medalla de oro       | –73 kg               |
| 2011                    | Guadalajara (México)       | Medalla de bronce    | –73 kg               |